# Manuel Herder
Manuel Gregor Herder (* 4. März 1966 in Freiburg im Breisgau) ist Verleger des Herder Verlags und Mehrheitsgesellschafter der Buchhandelskette Thalia. Er war von 1999 bis Februar 2021 geschäftsführender Gesellschafter des Herder Verlags und leitete diesen so in sechster Generation. 

## Leben
Von 1985 bis 1987 besuchte Manuel Herder das englische Radcliff College mit Abschluss (Advanced Level). Nach dem Abitur leistete er seinen Wehrdienst bei den Fallschirmjägern der Bundeswehr ab. Danach studierte er bis 1992 in Tübingen, Matsuyama (Japan) und Bonn Japanologie, Betriebswirtschaft, Theologie und Erziehungswissenschaft. In seiner Magisterarbeit in Japanologie über Unternehmensführung untersuchte er die Aus- und Weiterbildung in einer regionalen Bank.
Aus der operativen Geschäftsführung des Herder Verlags zog er sich zum 1. März 2021 zurück.
Herder war Landtagskandidat der CDU Baden-Württemberg für die Landtagswahl 2021 für den Wahlkreis 46 (Landtagswahlkreis Freiburg I). Der Einzug in den Landtag gelang ihm nicht.
Er ist verheiratet, Vater von vier Kindern und lebt mit seiner Familie im Schwarzwald.

## Politische Positionen
Beim Thema Umweltschutz geht Herder auf zwei Themen besonders ein. Die CO2-Reduktion der Atmosphäre und die Sicherung des Baumbestands gerade im Schwarzwald. Er ist der Auffassung, dass Atmosphäre der Welt in Sachen CO2 ein ökologischer Sanierungsfall ist. Dabei sollen Innovation und Forschung bei der globalen CO2-Sanierung helfen, sowie Technologien, die CO2 aus Abgasen und aus der Luft filtern und binden. Herder spricht sich zudem für ein abgestimmtes Vorgehen bei der Erforschung und Verbreitung zukunftsfähiger Baumarten aus.
Auf der Website Nie Wieder!? Gemeinsam gegen Antisemitismus erhebt Herder zusammen mit anderen deutschen Persönlichkeiten seine Stimme gegen Antisemitismus und für eine plurale Gesellschaft.